# Club del Progreso

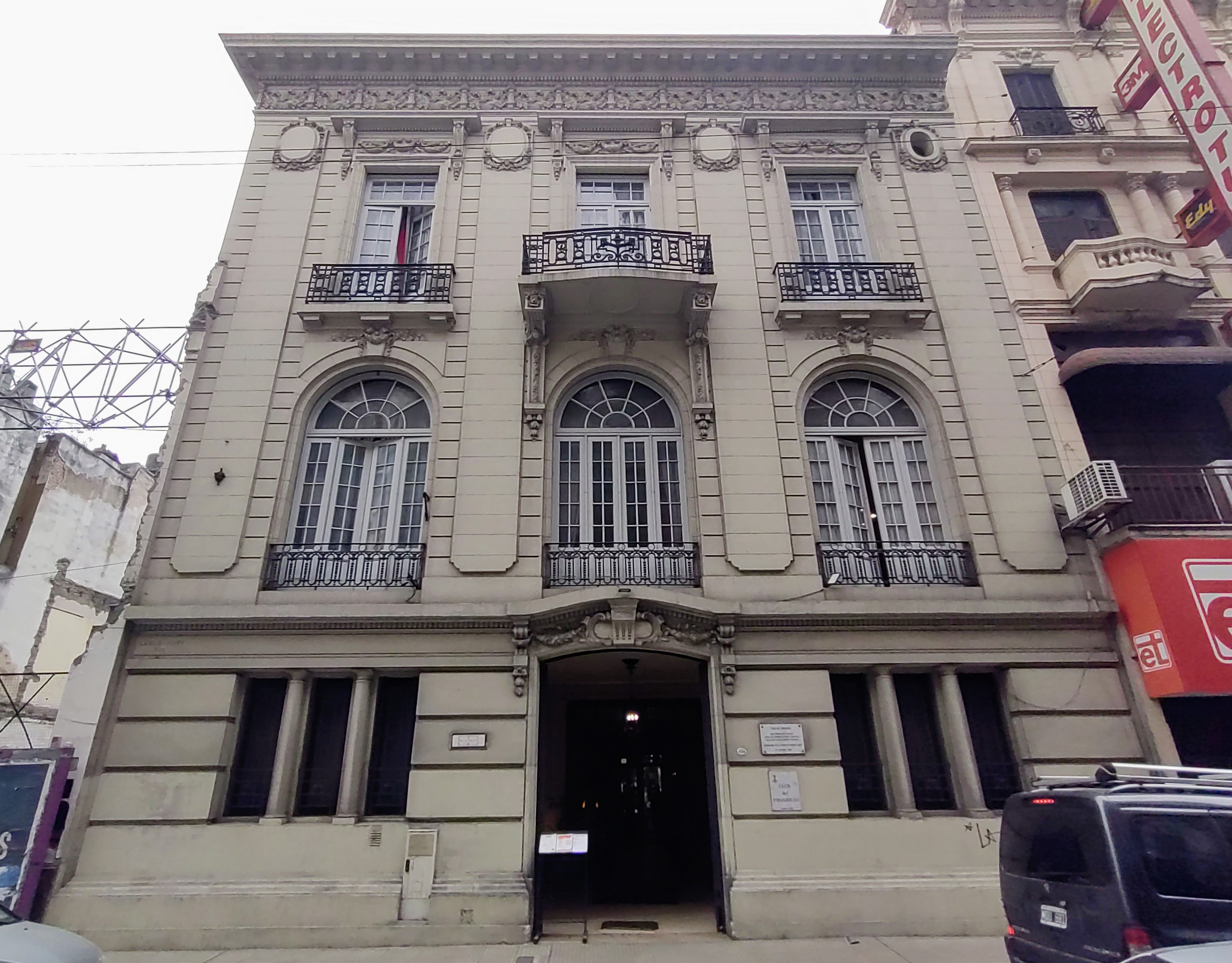
Sede actual en Sarmiento 1334

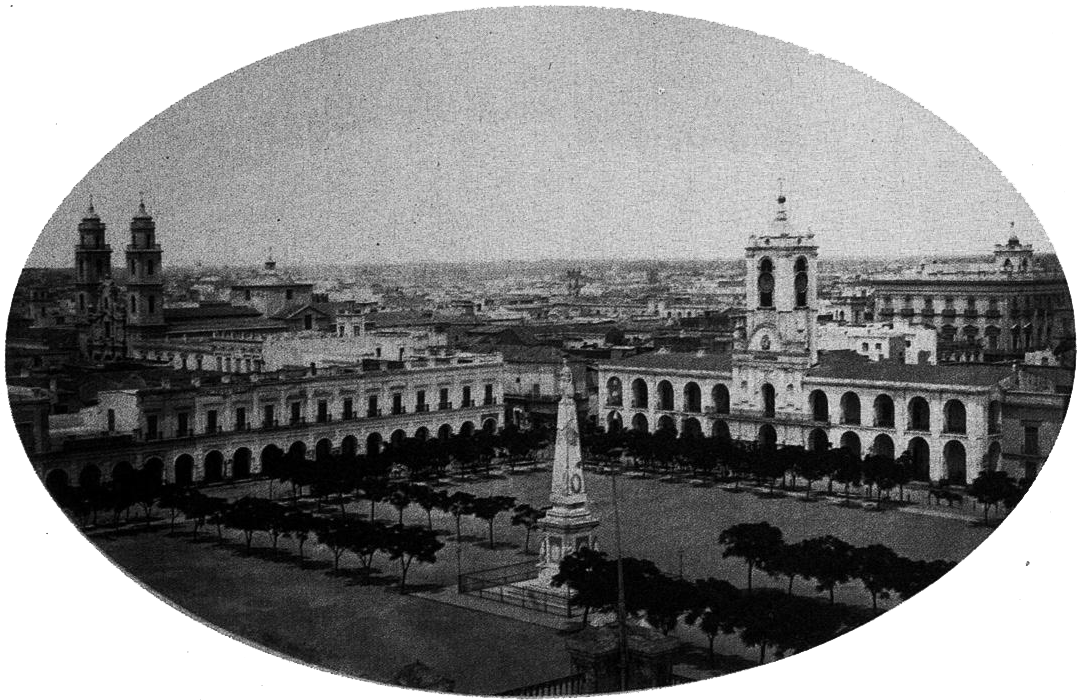
El Club del Progreso, en su sede del Palacio Muñoa, asomado detrás del Cabildo de Buenos Aires, a la derecha, 1867.

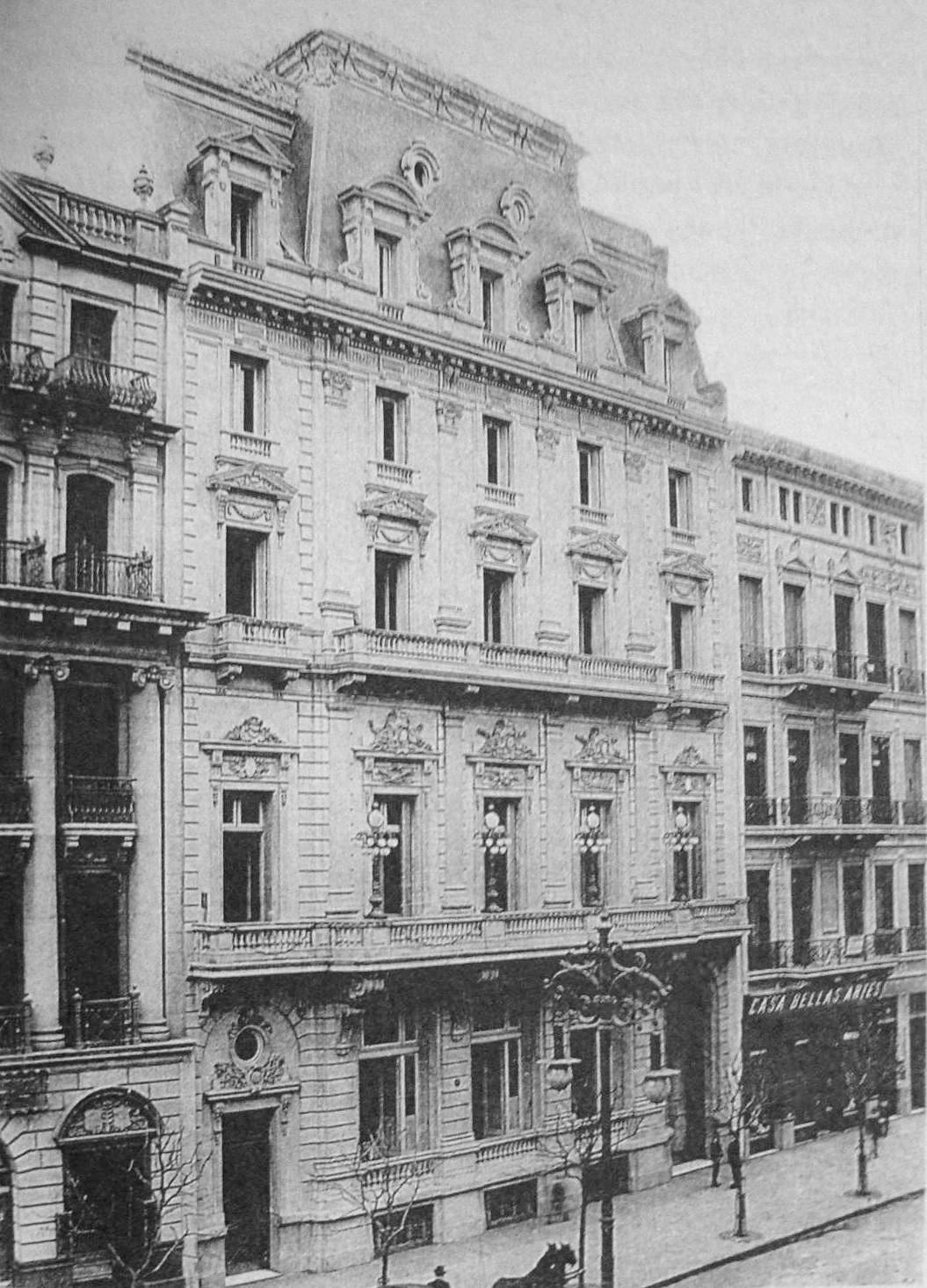
La tercera sede del Club del Progreso, en Avenida de Mayo 633, hasta 1941.

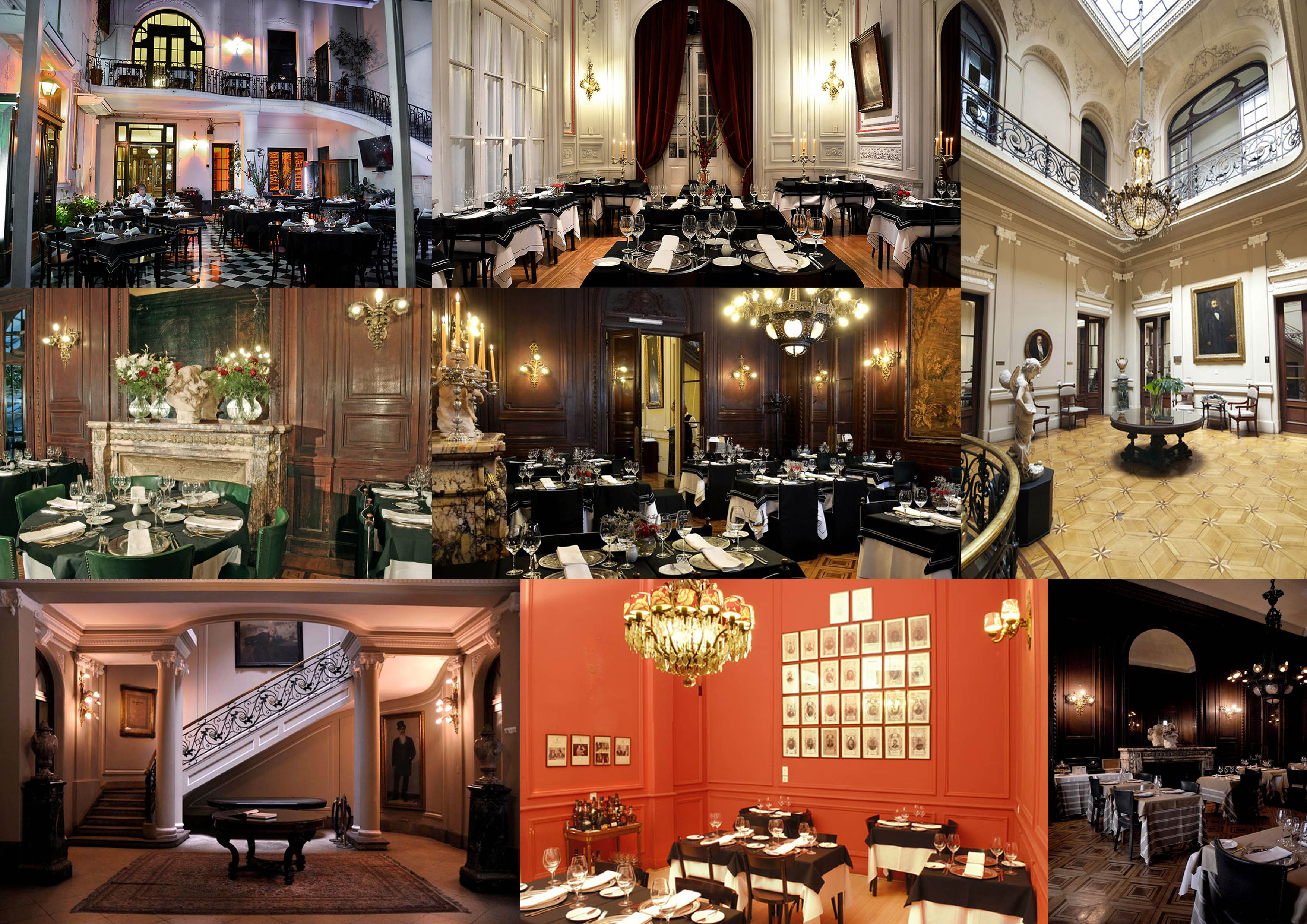
Espacios interiores de la sede actual del Club del Progreso

El Club del Progreso es un club creado en Buenos Aires el 1° de mayo de 1852 que se caracteriza por ser el club de caballeros más antiguo de Sudamérica y uno de los más tradicionales de Argentina.

## Nacimiento
En 1852, luego de la Batalla de Caseros que terminó con el ejército de la Confederación Argentina al mando de Juan Manuel de Rosas, la sociedad argentina se encontraba dividida en dos posturas al parecer irreconciliables, la federalista y la centralista (generalmente identificada con los gobiernos porteños), cuyos constantes conflictos dificultaban el desarrollo del país.
Con estos objetivos, el 1° de mayo de 1852 se fundó el Club del Progreso, en la Ciudad de Buenos Aires, cuando Diego de Alvear convocó a cincuenta y seis vecinos. En sus salones se reunían las familias de la élite argentina, la mayoría de ellas vinculadas al negocio agroexportador.
Desde el club se organizó parte de la Liga Patriótica Argentina, que montó una fuerza parapolicial para reprimir la huelga en los Talleres Vasena, en reclamo de mejores condiciones laborales.
El 6 de septiembre de 1930, el mismo día que el general José Félix Uriburu tomó el poder por la fuerza, un grupo salido del Club del Progreso, junto a otro devenido del Círculo de Armas, asaltó el domicilio particular del presidente Hipólito Yrigoyen y destruyó e incendió sus muebles y papeles particulares. Muchos de sus miembros fueron partidarios de la Revolución de 1930. Tuvo su sede en Avenida de Mayo al 600, donde se mantuvo hasta 1941, cuando finalmente se instala en su actual sede en la calle Sarmiento, antigua residencia privada de un miembro de la familia Duhau.
El Club del Progreso logró su finalidad a través de diversas actividades sociales, principalmente bailes, tertulias, el billar, el ajedrez y los juegos de cartas. Este fue el carácter que mantuvo el club durante largo tiempo asimilando las nuevas costumbres de la ciudad e incorporando el deporte como otra de sus actividades.
Con el restablecimiento de la democracia a partir de 1983, el club ha comenzado lentamente a recuperarse, y hoy se destaca su coqueto restaurante en planta baja y primer piso abierto a todo el público.

## Sedes
Ha tenido cuatro sedes.

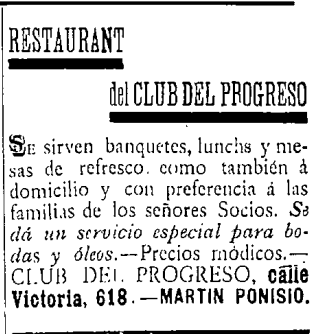
Publicidad del Restaurant del Club del Progreso en el periódico argentino El Sol del Domingo del 4 de septiembre de 1898.

- La primera se encontraba en la calle Perú 135.
- En 1857 se trasladó  al palacio Muñoa en la calle Perú esquina Victoria (actual Hipólito Yrigoyen). Era un palazzo de estilo italianizante, construido por el ingeniero Edward Taylor para los hermanos Marcos y Miguel Muñoa, comerciantes vascos. Allí se mantuvo hasta 1900. El edificio fue demolido en 1971.
- La tercera sede se inauguró en 1900 en la Avenida de Mayo 633, cuando comenzó a rivalizar con el Jockey Club de Buenos Aires. De estilo francés, fue construida por José C. Paz. Allí se mantuvo hasta 1941. La fachada de este edificio, luego de la mudanza del Club, fue transformada y perdió sus características estéticas.
- La sede actual se halla en la calle Sarmiento 1334. Antigua residencia privada de un miembro de la familia Duhau, fue construida por los arquitectos Lanús y Hary.

## Socios

### Primeras autoridades
En Buenos Aires, el 25 de marzo de 1852, se efectuó el Acta de Fundación del Club del Progreso. Sus primeras autoridades fueron:
- Presidente:  Diego de Alvear
- Vicepresidente: Felipe Llavallol
- Secretario: Delfín Huergo
- Vocales: Francisco Chas, Mariano Casares, Santiago Calzadilla, Juan Martín Estrada, Félix Sánchez de Zelis, Ambrosio del Molino, Francisco Moreno, José T. Martínez, Rufino de Elizalde y Gervasio A. de Posadas.

### Socios fundadores
Diego de Alvear, Delfín B. Huergo, Felipe Llavallol, Francisco Chas, Mariano Casares, Santiago Calzadilla, Rufino de Elizalde, Juan M. Estrada, Félix Sánchez de Zelis, Justo José de Urquiza, Ambrosio del Molino, José J. Martínez de Hoz, José Mármol, Ramón Llavallol, Bonifacio Huergo, José M. Cullen, Patricio Sala, Angel G. de Elía, José M. Achával, José M. Maldonado, Norberto de la Riestra, Tomás Guido, Jaime Llavallol, Mariano Drago, Carlos Casares, Hermenegildo de la Riestra, Manuel M. Escalada, Antonio G. Moreno, Vicente Peralta, José M. Lagos, Mariano Lozano, Manuel J. de Guerrico, Manuel J. Cobo, Diego Calvo, Emilio Castro, Bernardo Larroudé, José Pacheco, Jacobo Parravicini, Román Pacheco, Francisco B. Madero, Daniel Gowland, Mariano Varela, Alejo Arocena, Augusto Bornefield, Cayetano M. Cazón, Luis Costa, Miguel Cané, Antonio Romaguera, Vicente Casares, Luis Cáceres, Bernabé Ocampo, Wilfrid Lathan, Manuel Pérez del Cerro García de Cossio, Carlos Sívori.
Desde sus orígenes el Club del Progreso contó entre sus socios a las grandes familias porteñas tanto unitarias como federales, con un compromiso de fusionar estas tendencias políticas. En el primer mitin, el ministro José Benjamín Gorostiaga sostuvo

...por la fraternidad de los dos grandes partidos políticos que han dividido la República Argentina...

Tanto el gobernador de la Provincia de Buenos Aires como sus ministros fueron socios honorarios de la institución.

### Socios presidentes de la República Argentina
El Club del Progreso fue, desde su creación y hasta mediados del siglo XX, una entidad por la que pasó gran parte de la historia política de Argentina.
Diecisiete presidentes de la República fueron sus socios. Figuraron así, el primer presidente electo luego de la Constitución de 1853, pasando por los tres mandatarios de las Presidencias históricas, las presidentes de la Generación del Ochenta, los presidentes radicales y de la Concordancia. Cuatro de ellos, a su vez, fueron presidentes del Club.
La lista de presidentes socios del Club del Progreso es la siguiente:
- Justo José de Urquiza
- Bartolomé Mitre
- Domingo Faustino Sarmiento
- Nicolás Avellaneda
- Julio Argentino Roca
- Carlos Pellegrini
- Luis Sáenz Peña
- Manuel Quintana
- José Figueroa Alcorta
- Roque Sáenz Peña
- Victorino de la Plaza
- Hipólito Yrigoyen
- Marcelo Torcuato de Alvear
- José Evaristo Uriburu
- Roberto Marcelino Ortiz
- Raul Ricardo Alfonsín
- Fernando de la Rúa
- Mauricio Macri

### Socios relevantes
El Club del Progreso se caracterizó, desde su fundación, por tener socios provenentes de la élite porteña. Si bien los socios fueron poco numerosos en cantidad sobresalieron en formar parte de los sectores altos de las familias aristocráticas de Buenos Aires. Hacia 1896 el número de socios era de 1.400.
- Marcos Paz
- Eustoquio Díaz Vélez (hijo)
- Dalmacio Vélez Sarsfield
- Adolfo Alsina
- Carlos Casado del Alisal
- Leandro N. Alem
- Vicente Fidel López
- Francisco Pico
- Aristóbulo del Valle
- Lucio V. Mansilla
- Estanislao del Campo
- Eugenio Cambaceres
- Tomas Casares
- Estanislao Zeballos
- Ángel de Estrada
- Juan Agustín García
- Cecilia Grierson
- Carlos Corach